# Jablunkovský seniorát SCEAV
Jablunkovský seniorát je seniorát Slezské církve evangelické augsburského vyznání, zahrnuje 4 evangelické sbory na území Českého Slezska.

## Představitelé seniorátu

### Senioři
- Jan Wacławek (1998–2007)
- Erich Jan Bocek (2007–2015)
- Roman Raszka (od r. 2015)

### Seniorátní kurátoři
- Adam Cieślar (1998-2007)
- Karel Rusz (2007–2015)
- Jaroslav Walach (2015–2023)
- Robert Sikora (od r. 2023)